# Willy Dzubas
Wilhelm "Willy" Dzubas (1877 - 1947) var en tysk grafiker og maler, der begyndte sin karriere i Berlin. Han fremstillede bl.a. en række plakater samt flere tegninger af byggeriet af Berlins U-Bahn.
Willy Dzubas var af jødisk afstamning. Som følge af Nazi-Tysklands tiltagende jødeforfølgelser flyttede Dzubas i 1938 til London, hvorfra han virkede i sine senere år. 
Han boede i en periode i Danmark, på Frederiksberg.[kilde mangler] Han malede i Faaborg i 1905-06 efter invitation fra Jens Birkholm.
Willy Dzubas var onkel til Friedel Dzudas, der flygtede til USA, hvor han opnåede en fremtrædende karriere som abstrakt maler.